# DFB-Pokal der Frauen 1982-1983
La DFB-Pokal der Frauen 1982-1983 è stata la 3ª edizione della Coppa di Germania riservata alle squadre femminili. La finale si è svolta a Francoforte ed è stata vinta per la prima volta dal KBC Duisburg per 3-0 contro la squadra di casa del FSV Francoforte. 

## Primo Turno
Le gare si sono svolte tra il 18 e 19 settembre 1982.
| Squadra 1          | Risultato   | Squadra 2               |
| ------------------ | ----------- | ----------------------- |
| Bayern Monaco      | 12 - 1      | Oberteuringen           |
| Klinge Seckach     | 5 - 0       | TuS Binzen              |
| Bremer TS Neustadt | 2 - 7       | Wittekind Wildeshausen  |
| Rendsburger        | 3 - 4 (dts) | FSV Harburg             |
| Schalke 04         | 0 - 5       | KBC Duisburg            |
| TeBe Berlino       | 3 - 1       | SSG Bergisch Gladbach   |
| FSV Francoforte    | 2 - 0       | Viktoria 09 Neunkirchen |
| TuS Wörrstadt      | 1 - 4       | Bad Neuenahr            |

## Quarti di finale
Le gare si sono svolte tra il 16 e 17 ottobre 1982.
| Squadra 1       | Risultato   | Squadra 2              |
| --------------- | ----------- | ---------------------- |
| FSV Harburg     | 2 - 4 (dts) | Wittekind Wildeshausen |
| KBC Duisburg    | 5 - 2       | TeBe Berlino           |
| FSV Francoforte | 1 - 0       | Bad Neuenahr           |
| Bayern Monaco   | 2 - 3       | Klinge Seckach         |

## Semifinali
Le gare si sono svolte il 27 marzo 1983.
| Squadra 1              | Risultato | Squadra 2      |
| ---------------------- | --------- | -------------- |
| Wittekind Wildeshausen | 0 - 1     | KBC Duisburg   |
| FSV Francoforte        | 3 - 0     | Klinge Seckach |

## Finale
| Arbitro: | Jürgen Messmer (Mannheim) |

|  |           |                                            |
|  | Marcatori | 33’, 54’ Offermann 68’ (rig.) Carastergiou |